# 日米民主委員会
日米民主委員会（にちべいみんしゅいいんかい、英語: Japanese American Committee for Democracy、略称: JACD） は、第二次世界大戦下のアメリカ合衆国において、ニューヨーク州ニューヨークに本部を置き、活動していた反ファシズムの公民権団体。
アメリカ共産党の影響を強く受け、メンバーには国吉康雄やイサム・ノグチ、石垣栄太郎・綾子夫妻をはじめとした、芸術関係者が多く在籍していた。

## 歴史
1940年に、1世でメソジスト教会の牧師である赤松三郎を代表として、ニューヨークで設立された「東部日本人共護委員会」を前身とする。
太平洋戦争開戦後の1941年12月11日に改称した後は、2世のトーマス・コムロを委員長に据え、2世主体、つまり「アメリカ市民」の団体という姿勢に転換。決起集会において、日本の軍国主義体制を真っ向から非難すると同時に、アメリカへの忠誠を誓うアピールを行った。
それに伴い、
- 日系人の中にも反軍国主義、民主主義擁護団体がある事をアメリカ国民に知らせる。
- 差別法のため市民権こそないが、定住者及び2世の親としての立場は、市民と同様である事の認識から、戦時公共事業に積極的に参加する。
- 同時に、日系人差別に対して断固として戦う。
- 更に、日本国内にも民主主義勢力がある事をアメリカ国民に知らせる。

といった方針を、1世が果たすべき役割として掲げた。
1942年4月15日に催された第1回大会では、ACLU理事のロジャー・ボールドウィンの他、アダム・クレイトン・パウエル・ジュニア、作家の林語堂やパール・S・バックといった、国内の著名なリベラル派が、来賓として参列した。また、アルベルト・アインシュタインが顧問に就任する事も発表された。
以降は、上述した方針をアメリカ国民に周知させるべく、戦時国債集会や美術展覧会の開催、献血運動、月刊ニューズレターの発行などをはじめとした、様々な運動を展開した。また、メンバーの多くは戦時情報局の日本班において、翻訳者やライターとしての業務にあたった。
JACDは当初、1世と2世どちらの会員も有しており、活動の範囲はニューヨークに限定されていた。しかし、1940年代半ば頃よりJACDは、アメリカ国内における様々な政治問題に関して、全国的な行動を促す、2世を中心とした大衆組織へと変貌。1944年末までに、1世の役員全員が、辞任を要求される事となった。
1944年秋には、フランクリン・ルーズベルト大統領の再選を支持するアメリカ共産主義者協会主催の全国黒人会議にも参加した。また華僑衣館聯合会とも連携し、中国人排斥法の撤廃と、アジア系移民による帰化の合法化を呼び掛けるなども行った。
それに伴いJACDのニューズレターも、自身らの活動報告のみに留まらず、様々な社会問題に関するコラムを掲載するようになった。例えば、1944年4月には反人頭税に関する特別立法情報を報じた。他にも、新書の書評や陸軍での2世兵士による活躍の報告、戦後日本における民主主義の構想論なども掲載された。
終戦後のJACDは、その活動を徐々に縮小。メーデーのパレードへの参加や、人頭税反対に関するロビー活動への資金調達を目的としたダンスパーティーの開催、1948年の大統領選におけるヘンリー・A・ウォレス候補への支援活動以外に、目立った活動は行わなかった。1950年末を以て解散。
日系アメリカ人の歴史において、JACDは長年に亘り、事実上無きものとして扱われてきた。これは、
- その存続期間が、10年程度しかなかった。
- 日系人の主要な居住地域である西海岸から、遠く離れたニューヨークに本部を置いていた。
- 共産党員だったメンバーが、指導方針と政策策定に大きく携わっていた[注釈 2]。
- 反枢軸闘争を全面的に支持するという方針から、連邦政府による西海岸における日系人抑留の実施を容認する事を表明した。

という背景があった事に、起因するとされている。